# Коробка, Александр Фёдорович
Александр Фёдорович Коробка (14 (26) февраля 1845 — 5 (18) октября 1906) — генерал-лейтенант русской императорской армии.

## Биография
Происходил из дворян Черниговской губернии. Родился в семье статского советника Фёдора Максимовича Коробки (1810—1873) и его жены Анны Александровны, дочери генерал-майора А. К. Ридингера. В память заслуг деда, вице-адмирала М. П. Коробки, вместе с братьями был зачислен 16 февраля 1856 года в Пажеский корпус, из которого был выпущен прапорщиком в Лейб-гвардии Гатчинский полк и участвовал в подавлении польского восстания.
В 1868—1870 годах командовал ротой (с 20.04.1869 — штабс-капитан), затем 2,5 года был полковым казначеем. С 8 июня 1873 года — член приёмной комиссии Санкт-Петербургского интендантского склада. 6 апреля 1876 года был произведён в капитаны.
Участвовал вместе с полком в русско-турецкой войне; 12 октября 1877 года в бою под Телишем был ранен пулей в голову и осколком гранаты в правое бедро и был причислен к Александровскому комитету о раненых, в число пенсионеров 2-го класса. В феврале 1878 года вернулся в полк, который направлялся к Константинополю; принял командование батальоном. В апреле 1878 года был вновь направлен в Россию на лечение от ран и 16 апреля был произведён в полковники.
В марте 1887 года он был назначен командиром 5-го пехотного Калужского полка; 13 июня 1894 года был произведён в генерал-майоры и назначен командиром 2-й бригады 36-й пехотной дивизии.
В 1899 году он был назначен начальником 2-й Туркестанской линейной бригады; 2 июля 1903 года вышел в отставку с производством в генерал-лейтенанты. 
Был похоронен вместе с братом Фёдором Фёдоровичем (1851—1907) на кладбище в селе Большое Кузьмино близ Царского Села.

## Награды
- орден Св. Станислава 3-й ст. (30.08.1875)
- орден Св. Анны 3-й ст. с мечами и бантом (19.02.1879)
- орден Св. Владимира 4-й ст. с мечами и бантом (16.11.1879)
- орден Св. Станислава 2-й ст. (30.08.1882)
- орден Св. Анны 2-й ст. (30.08.1886)
- орден Св. Владимира 3-й ст. (1891)
- орден Св. Станислава 1-й ст. (1897)
- орден Св. Анны 1-й ст. (1901)
- 10 ноября 1875 года разрешено носить перешедший по наследству от деда М. П. Коробки орден Святого Иоанна Иерусалимского.

Иностранные:
- румынский крест «За переход через Дунай» (1879)
- прусский Орден Красного Орла 2-й ст. (6.02.1888; в апреле 1888 — бриллианты к ордену)

## Семья
Жена — дочь штабс-ротмистра Арбенева, Анна Николаевна. Их дети:
- Анна (1870—?)
- Николай (1872—?)
- Ольга (1876—?)